# Comité des secrétaires-généraux

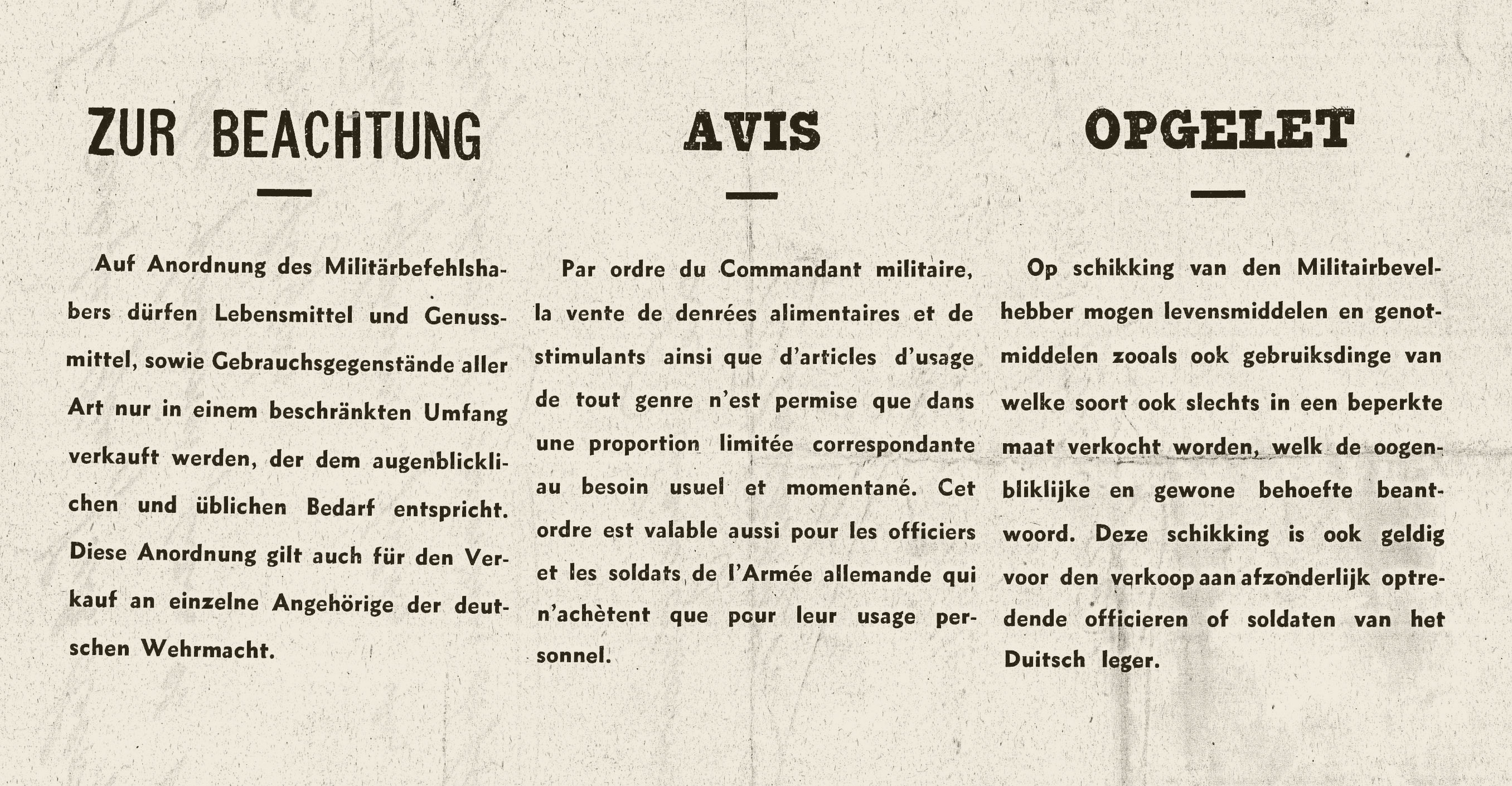
Avis trilingue de l'administration militaire allemande concernant le rationnement en Belgique. La plupart des ordonnances de ce type furent prises après discussion avec le Comité.

Le Comité des secrétaires-généraux (néerlandais : Comité van de secretarissen-generaal) fut la plus haute autorité administrative belge durant l'occupation militaire allemande entre juin 1940 et juillet 1944. Il fut créé par l'arrêté-loi du 10 mai 1940 sur le transfert des pouvoirs en temps de guerre. Un accord de coopération avec l'administration militaire allemande fut conclu le 12 juin 1940. Le Comité était composé des hauts-fonctionnaires (Secrétaire-général) à la tête des principaux ministères.

## Contexte
Le comité fut installé par le gouvernement d'Hubert Pierlot le 16 mai 1940 et chargé de superviser le fonctionnement de base de l'État belge durant l'absence du gouvernement officiel
Alors que les ministres partaient pour Bordeaux, les secrétaires-généraux de chaque ministère reçurent l'ordre de rester au pays avec les autres fonctionnaires pour permettre à l'État de continuer à fonctionner.

## Objectifs et rôles
Sous l'occupation allemande durant la Première Guerre mondiale, beaucoup de travailleurs belges ont fait acte de résistance passive en refusant de travailler pour administration militaire allemande. Cela avait mené à des représailles à grande échelle contre les civils, l'occupant tentant de mener sa politique par la force.
Le Comité espérait éviter que les Allemands soient impliqués dans l'administration quotidienne du territoire comme cela avait été le cas durant la Première Guerre mondiale et ainsi permettre à la Belgique de conserver un certain degré d'autonomie et d'indépendance. Le Comité avait également espéré être capable de prévenir l'implémentation des politiques les plus radicales comme le travail forcé et la déportation. La base légale du Comité fut la loi du 7 septembre 1939 qui permettait, en temps de crise, à un secrétaire-général d'exercer le contrôle entier sur son ministère sans avoir le statut de ministre.

### Place au sein de l'administration allemande
Après la capitulation de l'armée belge le 28 mai 1940, les Allemands mirent sur pieds une administration militaire dirigée par un aristocrate et militaire de carrière, le général Alexander von Falkenhausen. Une section de l'administration, appelée Militärverwaltungsstab et commandée par Eggert Reeder, fut responsable de l'administration quotidienne du territoire. Le Militärverwaltungsstab transmettait ses ordonnances aux secrétaires-généraux en vue de leur exécution.

## Secrétaires-généraux
Un premier Comité de cinq personnes fut installé après le départ du gouvernement en mai 1940. En août 1940, ils furent rejoints par 5 secrétaires-généraux supplémentaires représentant d'autres ministères. Au début de l'année 1941, il y eut un remaniement qui vit le remplacement de la plupart des secrétaires-généraux. Le remaniement de 1941 introduisit des secrétaires pro-allemands comme Gérard Romsée qui était membre du parti flamand pro-nazi VNV.

### Comité original
| [ 2 ] | Nom                | Ministère                                             |
|       | Alexandre Delmer   | Président du Comité; Travaux publics (Limogé en 1941) |
|       | Jean Vossen        | Intérieur                                             |
|       | Marcel Nyns        | Éducation nationale                                   |
|       | Oscar Plisnier     | Finances (Président du Comité à partir de 1941)       |
|       | Charles Verwilghen | Travail et sécurité sociale (Limogé en mars 1942)     |

### Ajout d'août 1940
| [ 2 ] | Nom                     | Ministère            |
|       | Baron Ernst de Bunswyck | Justice              |
|       | Emile De Winter         | Agriculture          |
|       | Victor Leemans          | Affaires économiques |
|       | J. Castau               | Transport et PTT     |
|       | Edouard De Jonghe       | Colonies             |

### Remaniement de 1941
| [ 5 ] | Nom            | Ministère                          |
|       | Gérard Romsée  | Intérieur                          |
|       | Gaston Schuind | Justice (Limogé en septembre 1943) |
|       | A. De Cock     | Travaux publics                    |
|       | Gaston Claeys  | Transport                          |
|       | M. Van Hecke   | Colonies                           |

## Politique
Tout au long de l'année 1940, les secrétaires-généraux ont continué à suivre leur politique du moindre mal, influencée par la doctrine Galopin, dans l'espoir que les occupants respecteront le protocole établi durant la Convention de La Haye de 1907. En octobre 1940, les Allemands purent opérer des changements fondamentaux dans l'organisation communale sans résistance malgré le Comité
Dès l'été 1940, le Comité est devenu de plus en plus divisé entre les membres désireux de renforcer la collaboration avec les Allemands, dirigé par Victor Leemans, et ceux qui souhaitaient rester strictement dans le cadre légal belge, dirigé par le baron Ernst de Bunswyck. Les tensions augmentèrent entre les Allemands et le Comité en décembre 1940 si bien qu'au début de 1941, les Allemands le remanièrent par la nomination de membres pro-nazis. À partir de mars 1941, il est devenu clair que le Comité ne serait plus en mesure de résister aux demandes allemandes, même celles en violation flagrante avec la Convention de La Haye.
À partir de 1942, les membres collaborationnistes du Comité purent poursuivre plus en avant leurs politiques. Au ministère de l'intérieur, Gérard Romsée favorisa la nomination de bourgmestres appartenant aux partis de droite pro-nazis Rex et VNV. Il nomma également à la tête de la police belge le pro-allemand Emiel Van Coppenolle. Au même moment, Leemans encouragea la fusion de divers bureaux centraux pour coordonner les industries (copiant ainsi la Gleichschaltung d'avant-guerre) et permettre une plus grande intégration économique avec l'Allemagne nazie. Les autres membres du Comité ont également été responsables de la création d'autres groupes, comme l'Office national de travail (ONT) qui serait utilisé pour coordonner la déportation des travailleurs belges vers les usines en Allemagne à partir d'octobre 1942.
En octobre 1940, le Comité annonça qu'il refusait d'appliquer la législation anti-juive mais il ne put résister à sa mise en œuvre par l'administration militaire. La position ambivalente du Comité signifia que les policiers et fonctionnaires belges n'avaient pas l'instruction de refuser de participer aux rafles dans le cadre de la solution finale à partir de 1942.

## Critiques
En dépit de ses objectifs, le Comité fut en grande partie responsable de la facilité avec laquelle les Allemands purent mettre en œuvre leur politique en Belgique et fut incapable de modérer de nombreuses politiques allemandes comme la déportation forcée des travailleurs en Allemagne (mais reportée à octobre 1942) ou la persécution des Juifs. La délégation par les Allemands de tâches au Comité montre que les Allemands utilisèrent efficacement l'administration publique en place, ce qui permit une mise en œuvre beaucoup plus efficace que si cela avait été réalisé par la force. Étant  donné que la Belgique était dépendante de l'Allemagne pour les importations de nourriture dont elle avait besoin, le Comité fut toujours dans une position désavantageuse lors des négociations.
Le comité fut fortement critiqué par le gouvernement belge en exil à Londres pour l'aide apportée aux Allemands,.
Les secrétaires-généraux furent également impopulaires en Belgique même. En 1942, le journaliste Paul Struye les décrivait comme sujets à une croissante et quasi unanime impopularité. En tant que visage de l'autorité d'occupation allemande, ils devinrent également impopulaires parmi la population qui les blâma pour la mise en œuvre des exigences allemandes.
Après la guerre, plusieurs secrétaires-généraux ont été jugés pour collaboration avec l'occupant. Tous sauf 2 sont rapidement acquittés. Romsée fut condamné à 20 ans de prison et Schuind à 5 ans.